# Conjunto Megalítico de Meninas do Crasto
O Conjunto Megalítico de Meninas do Crasto fica na vizinhança de uma elevação com esse nome, que tem um marco geodésico, na Serra da Aboboreira, na atual freguesia de Ovil, no Município de Baião.
Foram nele identificadas seis mamoas do período Neo-Calcolítico, três das quais já foram estudadas:
- Mamoa 1 - mamoa em que a área sepulcral é delimitada por um círculo de pedras fincadas.
- Mamoa 2 - Foi «salva» em 1982, face a destruições efectuadas para consertar um estradão. A análise ao Carbono 14 de carvões no solo sob o monumento indicaram uma data entre 4229 e 3969 a.C. (fim do V ao início do IV milénio a.C.)
- Mamoa 3 - é um tumulus (mamoa) em terra, revestido por um contraforte de lajes sobrepostas e particularmente bem conservadas e bem imbricadas. Quando foi escavada, tinha uma pequena câmara poligonal, com quatro esteios ainda no seu sítio e um tombado. Foram encontrados seis esteios e deverá ter existido um sétimo esteio, já que foi identificado «um negativo» de uma laje (indícios no solo do sítio onde ela assentava). A laje de cobertura estava implantada no terreno, a cerca de trinta metros a norte do monumento. Em 2006, verificou-se que a câmara corresponde a uma câmara fechada e que a ausência do esteio, entre os esteios nº 1 e esteio nº 6 é decorrente da amputação a que a área foi sujeita pela abertura do caminho. Procedeu-se então à colocação de uma manta geotextil no interior da câmara, foi construído um sistema de contrafortagem no interior da câmara e um sistema de drenagem simples.
- Mamoa 4 - Restos de um pequeno tumulus baixo muito violado. É uma mamoa relativamente isolada, embora a cerca de 200 metros para SSO fique a Mamoa 3. Apresenta um anel periférico de contenção constituído por grandes blocos e lajes de granito. Interiormente, há um segundo reforço, também constituído por grandes blocos, mas em posição mais desordenada. Do espólio recolhido, destaca-se uma espiral em prata, um fragmento de um vaso de superfícies polidas, com dois pequenos mamilos achatados no bordo, e um fragmento de colar em matéria negra, com toda a probabilidade azeviche. A análise ao Carbono 14 de carvões no solo sob o saibro calcado indicaram uma data entre 3300 e 2041 a.C. (fim do IV ao fim do III milénio a. C.)